# 12 Days of Brumalia
12 Days Of Brumalia to album awangardowej grupy The Residents wydany w postaci darmowych mp3 publikowanych przez 13 kolejnych dni (począwszy od 25 grudnia 2004) na oficjalnej stronie zespołu. Do każdego utworu dołączona była ilustracja oraz cytat związany z koncepcją albumu oraz samym zespołem, na zakończenie do całości dodana zdjęcie okładki płyty (z powodu małej rozdzielczości nie była ona umieszczona w celu samodzielnego wydrukowania w charakterze oprawy graficznej albumu jak mogłoby się wydawać).

Hommer Flynn, członek spółki The Cryptic Corporation odpowiedzialnej za kontakty zespołu ze światem zewnętrznym wydał oświadczenie, w którym stanowczo poprosił fanów grupy o nierozpowszechnianie nagrań: "The Brumalia songs były podarkiem dla osób, które codziennie zaglądały na naszą stronę – nie zaś dla osób, które tego nie robiły. To nie jest prezent dla całego świata, gdybyśmy chcieli, aby były rozpowszechniane na prawo i lewo, zapewne dalej byłyby dostępne na stronie. The Brumalia songs nie powinny być archiwizowane ani rozpowszechniane."

## Lista utworów
1. Day 1
2. Day 2
3. Day 3
4. Day 4
5. Day 5
6. Day 6
7. Day 7
8. Day 8
9. Day 9
10. Day 10
11. Day 11
12. Day 12
13. The Feast of Epiphany